# Раброво
 Тази статия е за селото в България.  За селото в Северна Македония вижте Раброво (Община Валандово).  
Ра̀брово е село в Северозападна България. То се намира в община Бойница, област Видин.

## История
Най-старото писмено свидетелство за съществуването на селото е съкратения регистър на Видинския санджак от 1454/1455 г., в който то фигурира под името Храброва и спада към нахия Кривина. Регистърът се съхранява в Истанбулската градска библиотека, а на български е преведен и издаден като част от книгата на д-р Душанка Боянич-Лукач „Видин и Видинският санджак през 15 – 16 век“, издателство „Наука и изкуство“, София, 1975 г.
В началото на 1951 година Раброво става сцена на най-бруталните действия на комунистическия режим в опитите му за засилване на колективизацията, довели до Кулските събития. Раброво е сред най-големите влашки села в района, където, въпреки значителната местна комунистическа организация, до началото на 1951 година изобщо не е създадено Трудово кооперативно земеделско стопанство.
През февруари изпратеният от Кула функционер Славчо Стаевски и кметът Иван Бъзоев затварят в сградата на общината около 40 селяни, а други 70, сред които и много възрастни хора, са изпратени на принудителна работа в импровизирана каменна кариера. Други шестима са арестувани за неизпълнение на нарядите, а голям брой са мобилизирани за строителство на укрепления по границата. В резултат на това повечето жители на селото се разбягват, укривайки се при свои роднини във Видин или направо в полето. След Кулските събития от селото са принудително изселени 10 семейства (35 души).
Събитията в Раброво от 1951 година стават основа на епическа народна песен, която, въпреки опитите на режима да спре разпространението ѝ, става популярна и през следващите десетилетия се изпълнява често в различни варианти из влашките села във Видинско.

## Културни и природни забележителности
В близост до него се намира Алботинският манастир.
Съборът на селото е на Спасовден.
В църквата „Възнесение Господне“ в селото рисува дебърският зограф Кръсто Янков.

## Население
Численост на населението според преброяванията през годините:
| \| Година на преброяване \| Численост \| \| --------------------- \| --------- \| \| 1934 \| 2450 \| \| 1946 \| 2365 \| \| 1956 \| 2159 \| \| 1965 \| 2057 \| \| 1975 \| 1605 \| \| 1985 \| 1205 \| \| 1992 \| 962 \| \| 2001 \| 688 \| \| 2011 \| 446 \| \| 2021 \| 273 \| |           |
| Година на преброяване | Численост |
| 1934 | 2450      |
| 1946 | 2365      |
| 1956 | 2159      |
| 1965 | 2057      |
| 1975 | 1605      |
| 1985 | 1205      |
| 1992 | 962       |
| 2001 | 688       |
| 2011 | 446       |
| 2021 | 273       |

### Етнически състав
Преброяване на населението през 2011 г.
Численост и дял на етническите групи според преброяването на населението през 2011 г.:
|                     | Численост | Дял (в %) |
| Общо                | 446       | 100       |
| Българи             | 258       | 57,84     |
| Турци               |           |           |
| Цигани              |           |           |
| Други               |           |           |
| Не се самоопределят |           |           |
| Неотговорили        | 166       | 37,21     |

## Личности
- Никола Рабовянов – депутат в I велико народно събрание 1879 г.
- Цветан Тотомиров (р. 1943) – български армейски офицер, бивш началник на Генералния щаб на Българската армия (1994 – 1997). Написал е историята на селото, която се състои от две части: първа част „Заветът на предците - Летопис на село Раброво“ – издадена през 2010 г. и втора част „Заветът на предците - Фамилиите от село Раброво“ издадена през 2020 г.
- проф. Трифон Иванов – създател на българското шампанско „Искра“, един от основателите на Висшия институт по хранително-вкусова промишленост (ВХВП) Пловдив.
- Роза Боянова – поетеса
- д-р Иво Филипов Георгиев – деец на влашкия етнос. Председател на сдружението на етническите румънци от България, по чиято инициатива се разкриват повече от 15 неделни училища по румънски майчин език в България, издава списанието Salut Romanesc и вестник AVE, открил дистанционно обучение към румънския университет „Спиру Харет“ от Букурещ във Видин, съдействал за набавянето на средства за ремонт на черквата „Възнесение Христово“ в родното му Раброво, финансирал издаването на CD с румънска музика от Видинско, финансирал издаването на няколко книги за румънския (влашкия) етнос, инициатор на два фестивала за румънски фолклор, основател на първата румънска библиотека във Видин и на Балканите и др.[7]